# Trochomeria debilis
Trochomeria debilis là một loài thực vật có hoa trong họ Cucurbitaceae. Loài này được Hook. f. miêu tả khoa học đầu tiên.